# Chapelle de Stalle
La chapelle de Stalle (en néerlandais : Kapel van Stalle) est une chapelle gothique située le long de la rue de Stalle à Uccle, une commune de Bruxelles en Belgique.

## Historique

Blason des seigneurs de Stalle

### Seigneurie de Stalle
La chapelle, dédiée à Notre-Dame de Bon-Secours ou Notre-Dame des Affligés, s'élevait autrefois au centre de la Seigneurie de Stalle, l'une des trois entités dont la fusion donna naissance en 1795 à la commune d'Uccle.
Elle fut probablement fondée par les seigneurs de Stalle, qui la dotèrent de terres en 1369.  Elle contient de nombreux souvenirs de la famille de Roest d'Alkemade.

### Construction de la chapelle
L'édifice gothique actuel fut probablement bâti à la fin du XVe siècle : il a fait l'objet de transformations importantes à la fin du XVIIe siècle, telles la suppression de la fenêtre principale du chœur, l'installation d'un plafond en stuc en 1693 et la pose d'un nouveau dallage dans le chœur en 1697.
La maison du sacristain, ou maison du chapelain, de style traditionnel en briques et pierre blanche, est datée de 1711, date probable d'une reconstruction.
La chapelle fait l'objet d'un classement au titre des monuments historiques depuis le 8 mars 1938.
La chapelle et la maison du sacristain ont fait l'objet d'importants travaux de restauration en 1932-1933 sous la direction de l'architecte I. Pauwels. Ces travaux impliquèrent la démolition d'annexes ainsi que des modifications au niveau des portes et des fenêtres de la maison du sacristain.
La chapelle fut entièrement restaurée en 1990-1991.

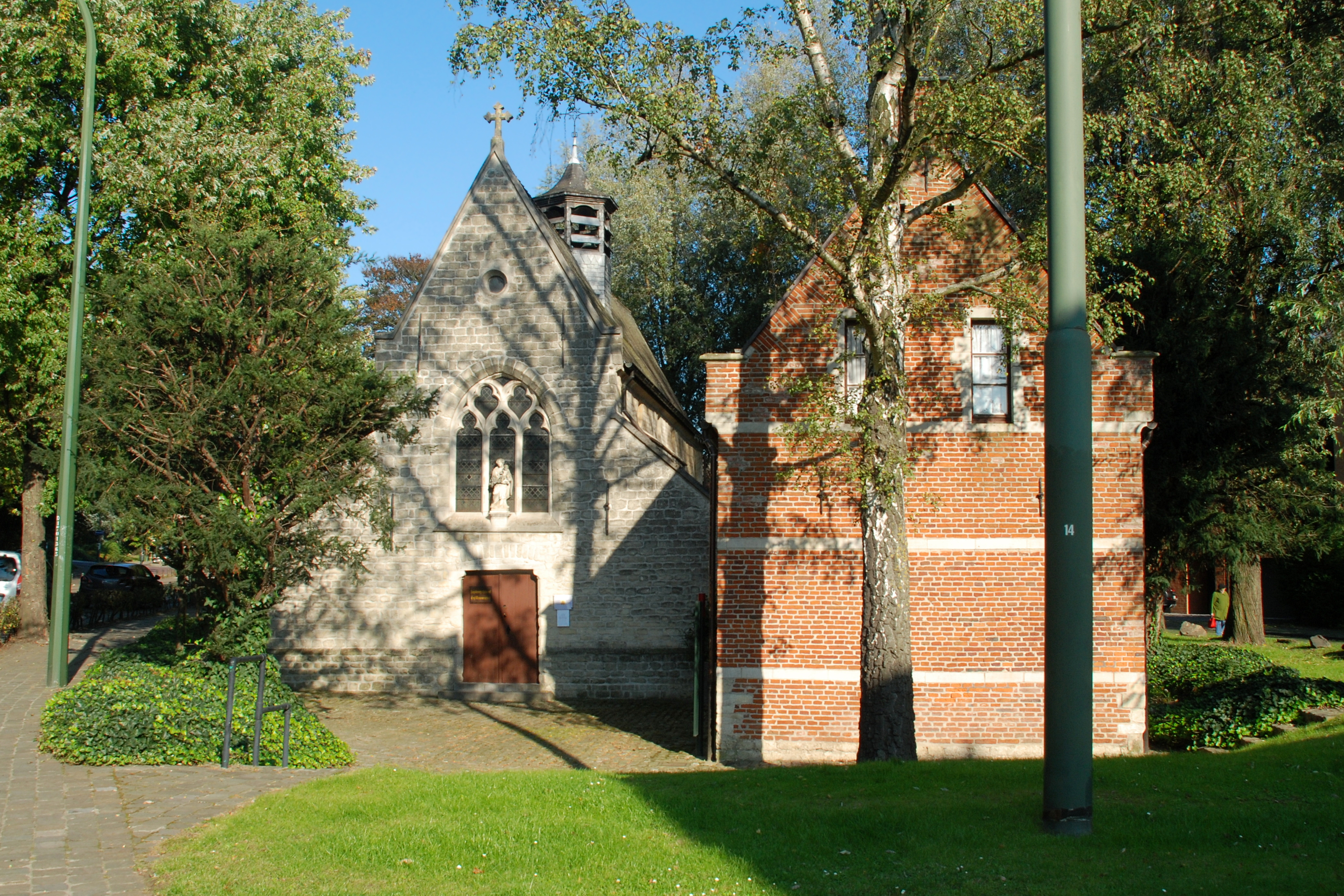
La chapelle et la maison du sacristain.

## Architecture
Érigée en pierre de taille à appareil irrégulier, la chapelle présente un plan basilical à trois nefs.

### La façade occidentale
La façade occidentale est percée d'une porte rectangulaire de style tardif surmontée d'un arc de décharge noyé dans la maçonnerie et d'une grande fenêtre ogivale ornée d'un remplage en pierre blanche composé de deux meneaux, trois lancettes et deux motifs à lobes, ainsi que d'une statue de la Vierge à l'enfant dont le socle porte la mention « O.L. Vrouw der Nood » (« Onze Lieve Vrouw der Nood », c'est-à-dire « Notre-Dame de la Misère » en néerlandais, équivalent de « Notre-Dame des Affligés »).
Cette façade se termine par un pignon très pointu percé d'un petit oculus et surmonté d'une croix de pierre.

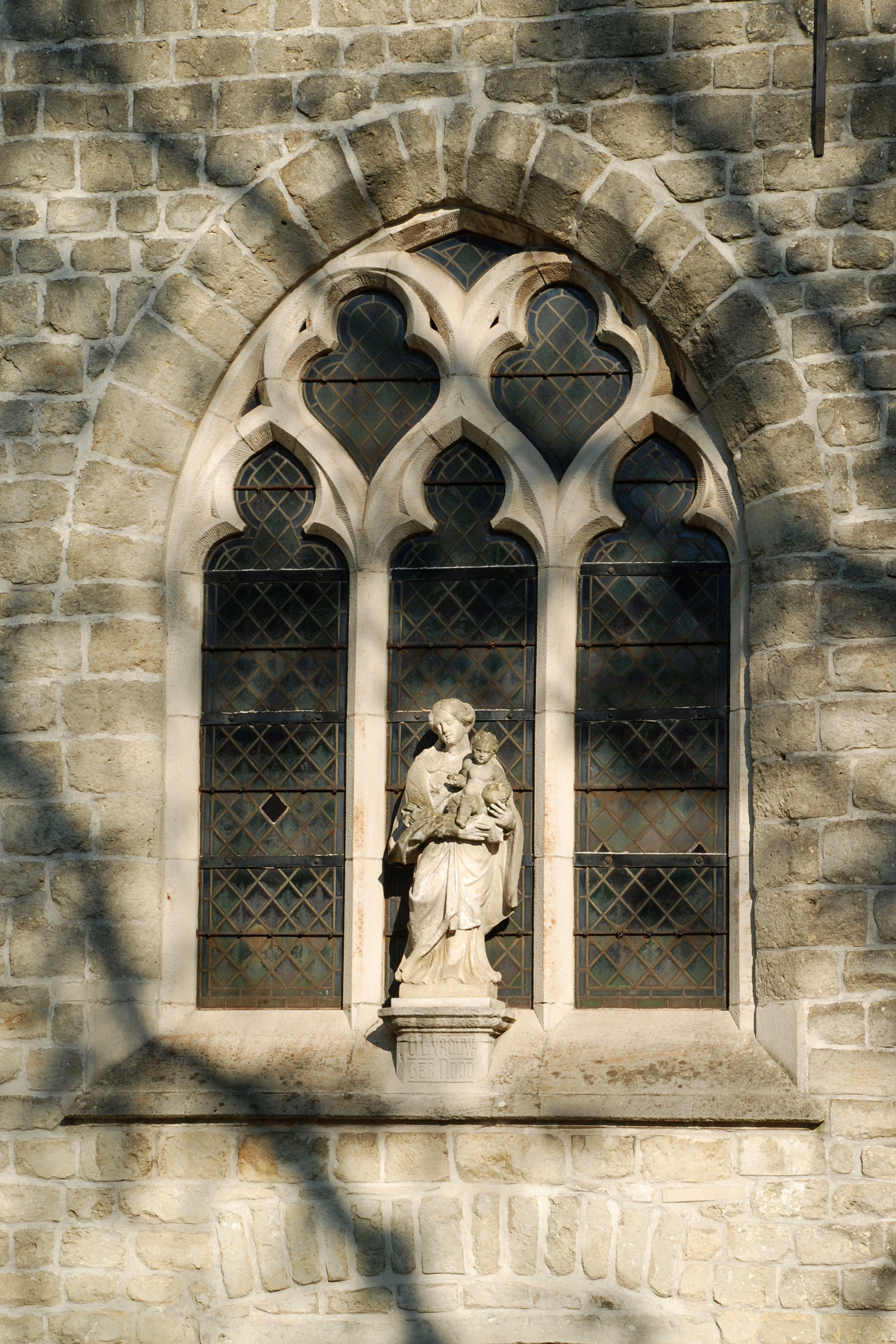
Fenêtre ogivale.
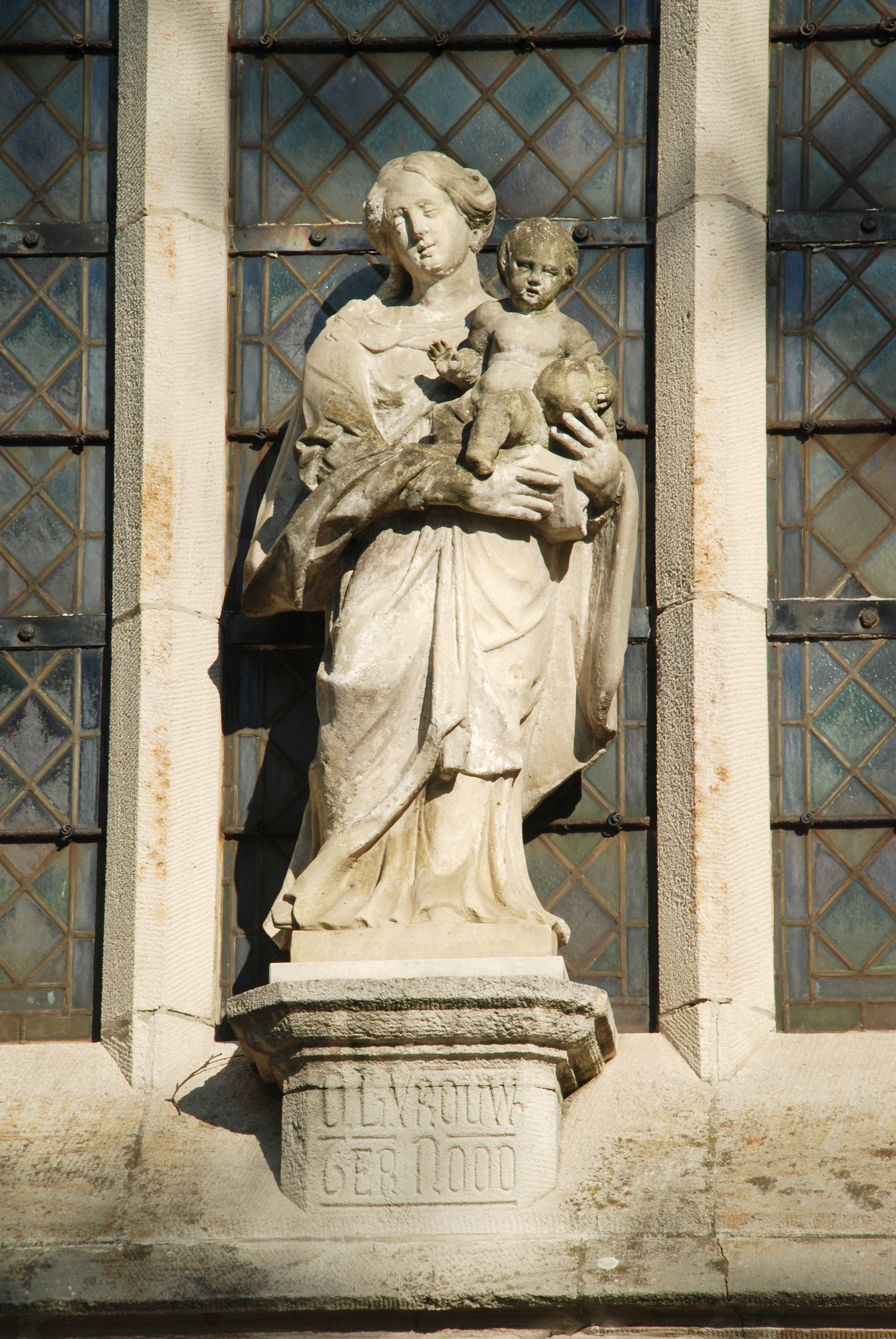
La Vierge à l'enfant.
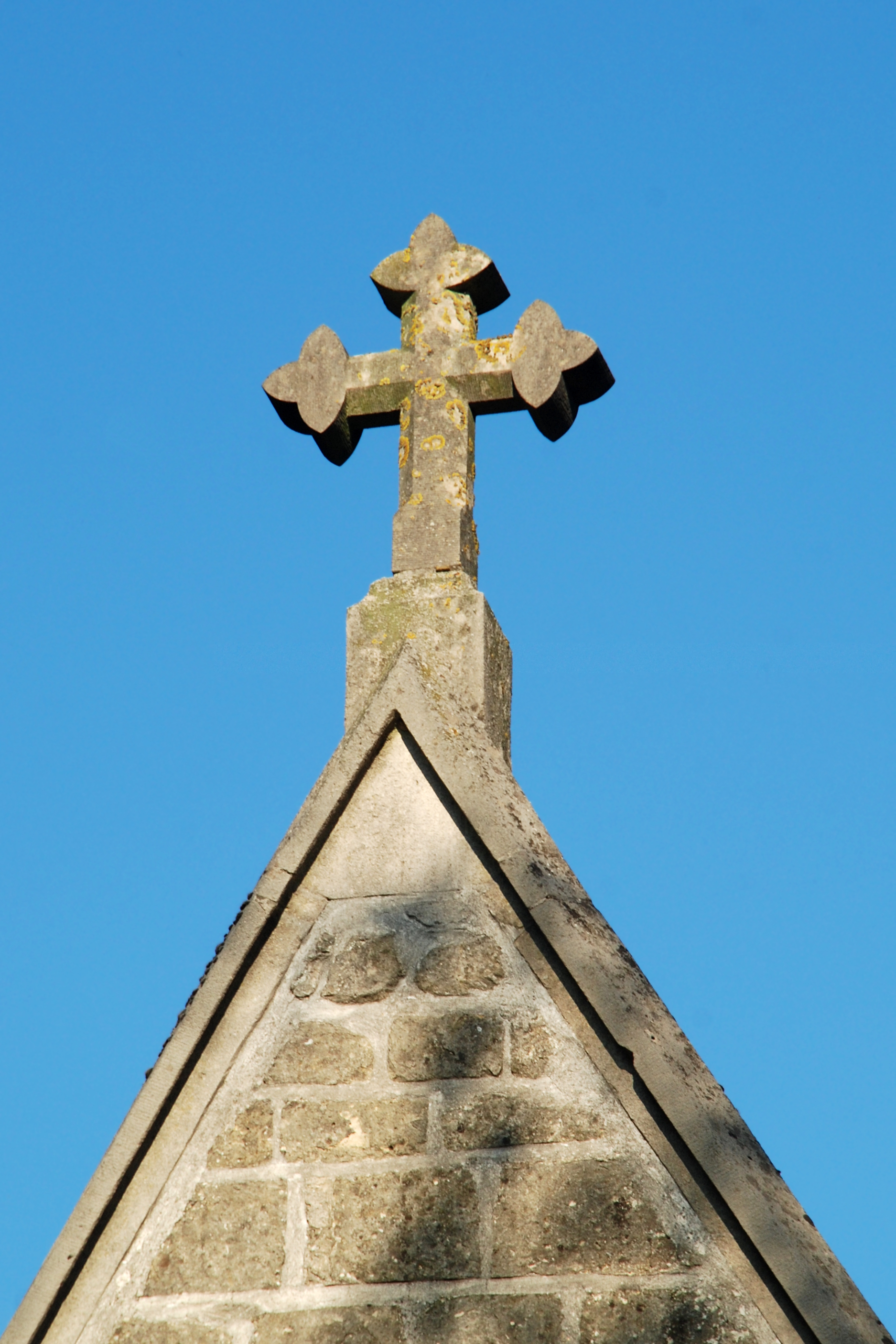
La croix de pierre.

### Les façades latérales
La nef principale est flanquée de deux nefs latérales de très petites dimensions. Fait assez rare, les façades latérales sont percées, non de fenêtres, mais d'oculi. La façade du collatéral nord présente une porte très semblable à celle de la façade principale ainsi qu'une petite fenêtre surmontée d'un arc en mitre.

### Le chevet
La chapelle possède un chevet à pans percé de fenêtres ogivales identiques à celle de la façade principale mais composées de deux lancettes seulement.

### La toiture
L'édifice possède une toiture d'ardoises surmontée d'un clocheton hexagonal.

### Bâtiments annexes
La chapelle est flanquée au sud de deux édifices annexes : la sacristie et la maison du sacristain.
Édifiées en briques rouges, leurs façades sont agrémentées de pierre blanche au niveau de l'encadrement des baies et de la corniche.
La maison du sacristain présente par ailleurs une décoration constituée de bandes horizontales de pierre blanche offrant un contraste marqué avec la brique rouge, ainsi qu'une belle porte de style baroque dont l'encadrement en pierre blanche comprend deux piédroits à impostes saillantes supportant un arc surbaissé à clé et à larmier saillants.